# Rugby Challenge
Rugby Challeng (транскр. Рагби челенџ; срп. рагби изазов) јест рагби симулацијска видео-игра, развијена од стране фирме „Sidhe”, а објављена од стране фирме „Tru blu entertainment”. Објављена је у августу 2011. за рачунаре, PlayStation 3 и Xbox 360. Игра је насловљена All Blacks Rugby Challenge на Новом Зеланду, Wallabies Rugby Challenge у Аустралији и Jonah Lomu Rugby Challenge у осталим државама широм света.